# Королёва, Нина Валериановна
Ни́на Валериа́новна Королёва (31 октября 1933, Бобрики — 20 февраля 2022, Москва) — советская и российская поэтесса, литературовед.

## Биография
Родилась в городе Бобрики (ныне Новомосковск), входившем тогда в состав Московской области. Детство прошло в эвакуации — в деревне Поповка Угличского района, затем в поселке Переборы Рыбинского района Ярославской области.
В 1955 году окончила Ленинградский университет, в 1959 году — аспирантуру Пушкинского Дома.
В 1960 году выпустила первый сборник стихов («Хвойный дождь»).
В 1966 году была принята в Союз писателей СССР.
В 1970 году защитила кандидатскую диссертацию о Ф. И. Тютчеве.
В 1977 году получила выговор за «монархическое» стихотворение «Оттаяла или очнулась?..», напечатанное в журнале «Аврора», после чего до 1989 года была «невыездной», не имела права руководить ЛИТО молодых поэтов, выступать перед массовыми аудиториями и печатать стихи. В частности, ей были вменены в вину следующие строки о Екатеринбурге:
И в год, когда пламя металось

На знамени тонком,

В том городе не улыбалась

Царица с ребенком…

И я задыхаюсь в бессилье,

Помочь им не властна,

Причастна беде и насилью,

И злобе причастна.
С 1985 года жила в Москве. Ведущий научный сотрудник отдела новейшей русской литературы и литературы русского зарубежья Института мировой литературы имени А. М. Горького РАН (ИМЛИ). Совместно с другими научными сотрудниками ИМЛИ — Евгением Арензоном, Владимиром Дядичевым, Татьяной Купченко, Натальей Михаленко, Верой Терёхиной, Еленой Тюриной — занималась подготовкой нового Полного собрания сочинений Владимира Маяковского.
В ноябре 2010 году присуждён Диплом благотворительного фонда имени Артёма Боровика за опубликованный в журнале «Знание — сила» 2010, № 5 и 6, очерк «Мой отец на войне».
Умерла 20 февраля 2022 года. Похоронена на кладбище села Макарово (городской округ Черноголовка).

## Участие в профессиональных и творческих организациях
- Член Союза писателей Москвы[источник не указан 1557 дней]
- Член Русского ПЕН-центра[источник не указан 1557 дней]
- Член Общества любителей российской словесности[источник не указан 1557 дней]